# Анка Джуркеску
Анка Джукеску (рум. Anca Giurchescu, до шлюбу Чортя; 19 грудня 1930, Бухарест, Румунське оролівство — 4 квітня 2015, Копенгаген, Данія) — румунська дослідниця народного танцю та етнохореолог, одна із засновників цієї дисципліни. Народилася в Бухаресті в родині вихідця з Трансліванії, де провела дитячі роки. В університеті вивчала танці в Національному інституті фізичного виховання. У шкільні роки брала участь у змаганнях зі стрільби по мішенях і стала срібною (командна) і бронзовою (індивідуальна) призеркою на Чемпіонату Європи зі стрільби 1955 року. 1962 року стала членом Міжнародної ради традиційної музики. Рада створила робочу групу, до складу якої увійшла Джуркеску, яка заклала основу науки етнохореології.
1979 року приєдналася до свого чоловіка в Копенгагені і вони не повернулися на батьківщину. Вона продовжила дослідження культурного, історичного та соціального контексту танцю та викладала в Європі та США. 1989 року на чотири роки сім'я повернулася до Румунії, а потім повернулася до Копенгагена. Вона керувала численними міжнародними дослідницькими поїздками для вивчення ритуалів і танцювальних традицій серед різних етнічних меншин Румунії та сусідніх країн. Очолювала дослідницьку групу з етнохореології Міжнародної ради традиційної музики у 1998—2006 роках і була головою-засновником їхньої підгрупи з вивчення теорії та методів польових досліджень етнохореології з 1990 по 2014 рік.

## Ранні роки
Народилася 19 грудня 1930 року в Бухаресті, Румунія, в родині Лівії (уродженої Мірчі) та Маріна Чортя. Родина походила з Трансільванії: з Каца в районі Рупя — Сігішоара. Мама була онукою Ніколає Мірчі — засновника «Caru'cu Bere» (1899), коли разом з братами Ігнатом і Віктором розширили свою 20-річну пивоварню, додавши ресторан. Батько був інженером, який працював у галузі метанового газу. Володів фермою поблизу Копша-Міке та працював у Медіаші, де також був знаним художником і письменником. Ферма була відкрита для багатьох художників, письменників і літературних діячів, які часто збиралися там, як-от Лучіан Блаґа.
З другого класу навчалася в Сібіу, поки її батька не перевели до Бухареста керувати там газовим заводом. 1949 року вступила до Національного інституту фізичного виховання. Того року уряд Румунії націоналізував сімейний бізнес, ставши власником «Caru'cu Bere». Мама хотіла, щоб донька вивчала медицину, але вона зацікавилася вивченням танців. Під час навчання в школі увійшла до національної збірної зі стрільби, як єдина жінка в команді. Кілька разів вигравала національні змагання зі стрільби з восьмикілограмової гвинтівки. 1955 року була частиною команди, яка виграла срібну медаль на чемпіонаті Європи зі стрільби, і виграла бронзу в індивідуальних змаганнях, але її виключили з команди через буржуазне походження. Її також усунули від занять з подібних причин, але продовжила навчання, відвідуючи вечірні курси, доки їй не дозволили повернутися.

## Кар'єра
У шкільні роки влаштувалася на роботу на фабрику електроприладів, займалася налагоджуванням механічного обладнання. Її тітка запропонувала роботу у відділі танцювальних досліджень нещодавно створеного Інституту фольклору в Бухаресті. Її прийняли 1953 року і вона працювала там до 1979 року, просунувшись до старшого наукового співробітника. Вона провадила польові дослідження в сільській місцевості, документуючи ритуали та танці, намагаючись проаналізувати структуру та розвиток різних танців. Також досліджувала, як традиції використовувалися чиновниками для пропаганди: розвитку та виправдання своєї влади, і як вони формували ідентичність меншин, як-от цигани. Вийшла заміж за Лучіана Джуркеску, румунського режисера, а 1959 року у пари народилася дочка Ілеана.
1962 року приєдналася до Міжнародної ради з традиційної музики, де була членом робочої групи, яка визначила методологію етнохореології та заснувала її як науковий напрям. Наступного року закінчила Національний інститут фізичного виховання. Надалі розглядала народний танець, як обмін інформацією між виконавцями й авдиторією під впливом культурного, історичного та соціального контексту. Показала різницю між культурною естетикою традиційного танцю та організованим представленням хореографії в сценічному танці, де композиція та структурні особливості мистецтва мають пріоритет над соціальним контекстом. Вона зазначила, що в традиційному танці розуміння композиції, мелодії та ритму музики має важливе значення для розміщення танцювальних кроків у точному шаблоні, щоб передати його значення.
1979 року дочка Джуркеску змогла отримати туристичну візу для відвідування Швеції. Румунська влада не дозволяла давати дозвіл на виїзд одночасно цілої родини. Поки Ілеана перебувала у Швеції, батько перебував на гастролях у Данії з Театром комедії (рум. Teatrul de Comedie), а мама провадила лекції у Белфасті. Чоловік запросив дружину приїхати на його відкриття. У листопаді Анка прибула до Копенгагена, Лючіан сказав їй, що вирішив не повертатися на батьківщину. Сім'я отримала статус політичних біженців, і Джуркеску записалася на курси данської мови.
Протягом 15 років Джюрческу викладала курс етнохореології в рамках програми обміну студентами Еразмус у Норвезькому університеті природничих та технічних наук в Тронгеймі. Також читала лекції за кордоном — у Великій Британії, Угорщині, Норвегії та США. Після повалення режиму в Румунії 1989 року сім'я повернулася до Бухареста. Через чотири роки повернулися до Копенгагена, але оскільки мали подвійне громадянство, поверталися на батьківщину кілька разів на рік. 2009 року стала почесним доктором Лондонського університету Рогемптона за її педагогічну майстерність. 1990 року повернулась до польових досліджень і почала співпрацювати зі Сперанцею Редулеску щодо стосунків між угорськими та румунськими циганами. Того року заснувала етнохореологічну підгрупу з теорії та методів польових досліджень Міжнародної ради з традиційної музики й очолювала її до 2014 року.
1993 року очолила міжнародну міждисциплінарну групу в Опташі-Магура й Осіка-де-Сус в повіті Олт для вивчення ритуальних аспектів калушари, традиційного румунського обряду зцілення та родючості. Виконуваний навесні, він складається з танцю в обрядових виступах, щоб дарувати міцне здоров'я й талан жителям села. Вона очолила другу міжнародну групу для вивчення місцевих танцювальних і музичних традицій у селах у комунах Чану-Маре та Фрата у Трансильванії. Повернувшись 2001 року на цю територію, працювала з групою на південь від Дунаю до Болгарії та Сербії, щоб вивчити румуномовну рударську, балканську етнічну меншину та волохів, сербську етнічну меншину, щоб порівняти їхні варіації калушари. Під час поїздки дізнавалася про міграцію у 1960-х роках людей з Тимощини до Скандинавії. Повернувшись до Данії, провадила дослідження традиційної культури данської громади волохів.
У 1998—2006 роках працювала головою дослідницької групи Ради з етнохореології, а у 1999—2005 роках була секретарем дослідницької групи з музики та меншин. 2009 року заснувала «Etnocor», центр у Клуж-Напоці для сприяння дослідженням етнохореології, створивши архів довідкових робіт. Своє останнє польове дослідження провадила разом з Ліз Мелліш та командою міжнародних дослідників, щоб зібрати інформацію в селі Свініца про ритуальний танець joc de pomană, яким віддавали шану померлим через рік після їхньої смерті. Продовжувала писати про методологію та теорію проведення польових досліджень, і її останній проєкт був у співпраці з Маргарет Бейсінгер та Сперанцею Редулеску. «Manele in Romania: Cultural Expression and Social Meaning in Balkan Popular Music» вийшла друком посмертно та присвячена Джуркеску.

## Смерть і спадок
Помер 4 квітня 2015 року в Копенгагені. У травні відділення Румунської академії в Клуж-Напоці організувало сесію доповідей, присвячену її пам'яті, під час конференції «Confesiune, Societate, Identitate», що відбулася в Клузькому університеті. У листопаді Чонгор Концей опублікував «Coregrafia și etnocoreologia maghiară din Transilvania în mileniul trei II» (Угорська хореографія та етнокореологія з Трансільванії в третьому тисячолітті II) і присвятив том Джуркеску.

## Вибіркові праці
- Giurchescu, Anca (1957). Din Realizării Folcloristicii Noastre [From the Achievements of Our Folklore]. Revista de folclor (Romanian) . Bucharest, Romania: Institut de Folclor. 2 (4): 129—130. ISSN 1015-4779.[21]
- Giurchescu, Anca (1964). Însemnări pe Marginea Celui de-ai VII-lea Concurs al Formaților Artistice de Amatori [Notes in the Margins of the 7th Competition of Amateur Artistic Formats]. Revista de Etnografieși Folclor (Romanian) . Bucharest, Romania. 9 (1): 639—642.[21]
- Proca-Ciortea, Vera; Giurchescu, Anca (1968). Quelques aspects théoriques de l'analyse de la danse populaire [Some Theoretical Aspects of Folk Dance Analysis]. Languages (French) . Paris, France: Éditions Larousse. 3 (10): 87—93. doi:10.3406/lgge.1968.2551. ISSN 0458-726X. OCLC 4655859367.
- Giurchescu, Anca (1975). Időszerű kérdések a román néptánc kutatásában [Topical Issues in the Study of Romanian Folk Dance]. Tánctudományi Tanulmányok (Hungarian) . Budapest, Hungary: Magyar Táncművészek Szövetsége: 191—204. OCLC 83238060.[6]
- Giurchescu, Anca (1987). The Dance Discourse: Dance Suites and Dance Cycles of Romania and Elsewhere in Europe. Dance Studies. St. Peter, Jersey, Channel Islands: Centre for Dance Studies. 11: 9—71. OCLC 77642054.[6]
- Giurchescu, Anca (1991). Methods of Research: Stydying a Dance Event among the Vlachs Living in Denmark. У Buckley (ред.). Proceedings of the Second British-Swedish Conference on Musicology: Ethnmusicology, Cambridge, 5–10 August 1989. Gothenburg, Sweden: Department of Musicology, Göteborgs Universitet. с. 341—355. ISBN 978-91-85974-18-4.
- Giurchescu, Anca; Torp, Lisbet (1991). Theory and Methods in Dance Research: A European Approach to Dance Research: The European Method of Dance Research with a Holistic Approach. Yearbook for Traditional Music. Cambridge, UK: Cambridge University Press for the International Council for Traditional Music. 23: 1—10. doi:10.2307/768392. ISSN 0740-1558. JSTOR 768392. OCLC 84118186.[6]
- Giurchescu, Anca (1992). A Comparative Analysis between the "Cålus" of the Danube Plain and "Cåluşerul" of Transylvania (Romania). Studia Musicologica Academiae Scientiarum Hungaricae. Budapest, Hungary: Akadémiai Kiadó. 34 (1–2): 31—44. doi:10.2307/902359. ISSN 0039-3266. JSTOR 902359. OCLC 7374880606.[21]
- Giurchescu, Anca; Bloland, Sunni (1995). Romanian Traditional Dance: A Contextual and Structural Approach. American-Romanian Academy of Arts and Sciences. Т. 14. Mill Valley, California: Wild Flower Press. ISBN 978-0-912131-16-0.[6]
- Giurchescu, Anca (2001). The Power of Dance and its Social and Political Uses. Yearbook for Traditional Music]. Cambridge, UK: Cambridge University Press for the International Council for Traditional Music. 33: 109—121. doi:10.2307/1519635. ISSN 0740-1558. JSTOR 1519635. OCLC 6733293710.[12]
- Giurchescu, Anca (2014). Experiencing the Field: Fieldwork Research Theory, Methods and Experience. У Fiskvik, Anne Margrete; Stranden, Marit (ред.). (Re)Searching the Field: Festschrift in Honour of Egil Bakka. Bergen, Norway: Fagbokforlaget. с. 213—226. ISBN 978-82-321-0371-3.[6]
- Giurchescu, Anca (2016). Enacting Tradition: The ora – Event Marker of Ethnic and Cultural Identity of the Vlachs Settled in Denmark. У Kahl (ред.). Von Hora, Doina und Lautaren: Einblicke in die rumänische Musik und Musikwissenschaft. Berlin, Germany: Frank & Timme GmbH. с. 155—165. ISBN 978-3-7329-0310-8.
- Beissinger, Margaret; Rădulescu, Speranța; Giurchescu, Anca (2016). Manele in Romania: Cultural Expression and Social Meaning in Balkan Popular Music. Lanham, Maryland: Rowman & Littlefield. ISBN 978-1-4422-6708-4. Posthumous publication dedicated to her memory.{{cite book}}:  Обслуговування CS1: Сторінки зі значенням параметра postscript, що збігається зі стандартним значенням в обраному режимі (посилання)[11]